# Maytenus huberi
Maytenus huberi är en benvedsväxtart som beskrevs av J.A. Steyermark. Maytenus huberi ingår i släktet Maytenus och familjen Celastraceae. Inga underarter finns listade.